# Nahant Beach Boulevard
Der Nahant Beach Boulevard (auch Nahant Road oder Nahant Causeway) ist eine historische Straße im Bundesstaat Massachusetts der Vereinigten Staaten. Sie führt über den Isthmus, der die Städte Nahant und Lynn miteinander verbindet. Die Straße wird vom Department of Conservation and Recreation (DCR) verwaltet und ist Teil des Metropolitan Park System of Greater Boston.